# ブラック・アンド・タン・テリア
ブラック・アンド・タン・テリア（英：Black and Tan Terrier）は、イギリスのイングランド原産のテリア犬種である。古い犬種のひとつであることから、犬種名に「Old」という単語を冠し、オールド・ブラック・アンド・タン・テリアと呼ばれることも時々ある。

## 歴史
ボーダー・テリアについで古い初期のテリア犬種で、1800年代ごろからその存在が確認されている。生い立ちはよく分かっていないが、オールド・イングリッシュ・テリアという非常に古いテリア犬種の血を引いているといわれている。
主にネズミを狩るのに用いられていた。テリア犬種の多くは地中に潜って猟を行なうが、本種は脚が長いため、穴に潜って猟を行なうのには不向きな体型であった。しかし、それによって走るのが速く、体がコンパクトで小回りが利くことからこの使役を任されるようになった。飼育もしやすいことから都市部でも飼われ、衛生管理のための使役犬として、またペットとして人気を博した。
本種の狩猟能力は他のネズミ狩り用の犬種に比べてもずば抜けて高く、ネコをもしのぐほどのものであったためにネズミ狩りに引っ張りだこであった。あるマンチェスター生まれの本種はネズミに満ち溢れて使えなくなってしまった家畜小屋を二晩で制し、ざっと1000匹を下らないネズミの大群を片付けた、との逸話も残されているほどである。ちなみに、この犬がマンチェスター出身であるから、マンチェスター・テリアの原産地がそこになったというわけではない（後述）。また、娯楽としてのネズミ狩りにも多く用いられ、多くの記録をうち出してきた。
19世紀の中ごろになると、マンチェスターで本種にウィペットなどが交配され、能力や容姿が更にグレードアップしたマンチェスター・テリアが誕生した。その子孫の人気が年々高まるにつれて原種である本種自体はだんだん廃れていった。20世紀に入り、マンチェスター・テリアを先祖と同じく「ブラック・アンド・タン・テリア」と呼ぶことを提案したブリーダーもいたが、原産地マンチェスターの名を広めることを阻害するとして多くの愛好家に反対され、その願いはかなえられなかった。その後娯楽としてのネズミ狩りを懐かしむ年配の愛好家によって飼育が継続されていたが、20世紀の前半に絶滅してしまった。

## 特徴
その姿はマンチェスター・テリアに似るが、それとは耳形や体型などが異なっている。マズルは先が尖っているがマンチェスターよりも太く、やや短めである。ネズミを一撃で仕留めるため、咀嚼力はとても強い。首や脚、胴や尾は長く、筋肉質で引き締まった体つきをしている。瞬発力や走力などといった運動神経が抜群であるが、走力は子孫の方が上である。背中は平らである。耳は垂れ耳、又はボタン耳で、尾は先細りで飾り毛の無い垂れ尾。しかし、ネズミに噛まれ感染症にかかることを予防するため、耳は断耳して立たせ、尾は短めに断尾されていた。コートはつやのあるスムースコートで、毛色はその名の通りブラック・アンド・タンに限られる。小型犬サイズで、性格は忠実で愛情深く、冷静で温和。「テリア・キャラクター」と呼ばれる、テリア犬種特有の気性の荒さは持っておらず、安定した気質である。ネズミを見たときのみ熱狂的にそれを狩るが、そのとき以外は大人しい。しつけの飲み込みもよく、子供や他の犬と遊ぶことも大好きである。運動量は普通だが、活発な犬なので都心で飼育する場合は自由に運動できるスペースが必要となった（もちろん室内も可）。短毛のため寒さに弱く、毛色が黒いため、強い直射日光の当たる室内に長時間放置しておくと熱中症にかかりやすい危険性もあった。その他のかかりやすい病気は関節疾患や皮膚炎（こちらは恐らくネズミにかまれたことによる影響と思われる）などがあった。